# Блејн (Пенсилванија)
Блејн (енгл. Blain) град је у америчкој савезној држави Пенсилванија.

## Демографија
По попису из 2010. године број становника је 263, што је 11 (4,4%) становника више него 2000. године.
| Група             | 2000.       | 2010.       |
| Белци             | 243 (96,4%) | 261 (99,2%) |
| Афроамериканци    | 9 (3,6%)    | 0 (0,0%)    |
| Азијати           | 0 (0,0%)    | 0 (0,0%)    |
| Хиспаноамериканци | 0 (0,0%)    | 0 (0,0%)    |
| Укупно            | 252         | 263         |